# ديفيد هيوز
ديفيد هيوز (بالإنجليزية: David Hughes)‏ (19 مارس 1958 ببرمنغهام في المملكة المتحدة - سبتمبر 2023) هو لاعب كرة قدم بريطاني في مركز الوسط. لعب مع أستون فيلا وسكونثورب يونايتد ولينكولن سيتي أف سي ونادي ووستر سيتي.

## وصلات خارجية
- ديفيد هيوز على موقع قاعدة بيانات كرة القدم.إي يو (الإنجليزية)